# Marina Lubian
Marina Lubian (ur. 11 kwietnia 2000 w Moncalieri) – włoska siatkarka, grająca na pozycji środkowej, reprezentantka kraju. 

## Sukcesy klubowe
Puchar Challenge:
- 2022[3]

Superpuchar Włoch:
- 2022[4], 2023[5], 2024[6]

Klubowe Mistrzostwa Świata:
- 2022[7], 2024[8]

Puchar Włoch:
- 2023[9], 2024[10], 2025[11]

Mistrzostwo Włoch:
- 2023[12], 2024[13], 2025[14]

Liga Mistrzyń:
- 2024[15], 2025[16]

## Sukcesy reprezentacyjne
Mistrzostwa Świata Kadetek:
- 2015, 2017[17]

Mistrzostwa Europy Kadetek:
- 2017

Volley Masters Montreux:
- 2018

Mistrzostwa Świata:
- 2018
- 2022[18]

Mistrzostwa Świata Juniorek:
- 2019

Liga Narodów:
- 2022[19], 2024[20]

Igrzyska Olimpijskie:
- 2024[21]

## Nagrody indywidualne
- 2023: Najlepsza środkowa Mistrzostw Europy[22]